# Çinarlı (ort i Azerbajdzjan)
Çinarlı (ryska: Ленин) är en ort i Azerbajdzjan.   Den ligger i distriktet Qax Rayonu, i den norra delen av landet, 280 km väster om huvudstaden Baku. Çinarlı ligger 795 meter över havet och antalet invånare är 6 508.
Terrängen runt Çinarlı är bergig åt nordost, men åt sydväst är den kuperad. Närmaste större samhälle är Qax, 5,7 km söder om Çinarlı. 
I omgivningarna runt Çinarlı växer i huvudsak lövfällande lövskog. Runt Çinarlı är det ganska glesbefolkat, med 35 invånare per kvadratkilometer.